# Supercoppa polacca 2015 (pallavolo maschile)
La Supercoppa polacca 2015 si è svolta il 28 ottobre 2015: al torneo hanno partecipato due squadre di club polacche e la vittoria finale è andata per la prima volta al Trefl Gdańsk.

## Regolamento
Le squadre hanno disputato una gara unica.

## Squadre partecipanti
| Squadra        | Qualificazione                           | Ultima partecipazione   |
| -------------- | ---------------------------------------- | ----------------------- |
| Asseco Resovia | Vincitrice Polska Liga Siatkówki 2014-15 | Supercoppa polacca 2013 |
| Trefl Gdańsk   | Vincitrice Coppa di Polonia 2014-15      | Debutto                 |

## Torneo
| 28 ottobre 2015 Hala Arena Poznań, Poznań Durata: ? - Spettatori: ? | Asseco Resovia | 2 - 3 | Trefl Gdańsk | 23-25, 18-25, 25-23, 25-22, 12-15 |